# Sint-Eligiuskapel (Büllingen)

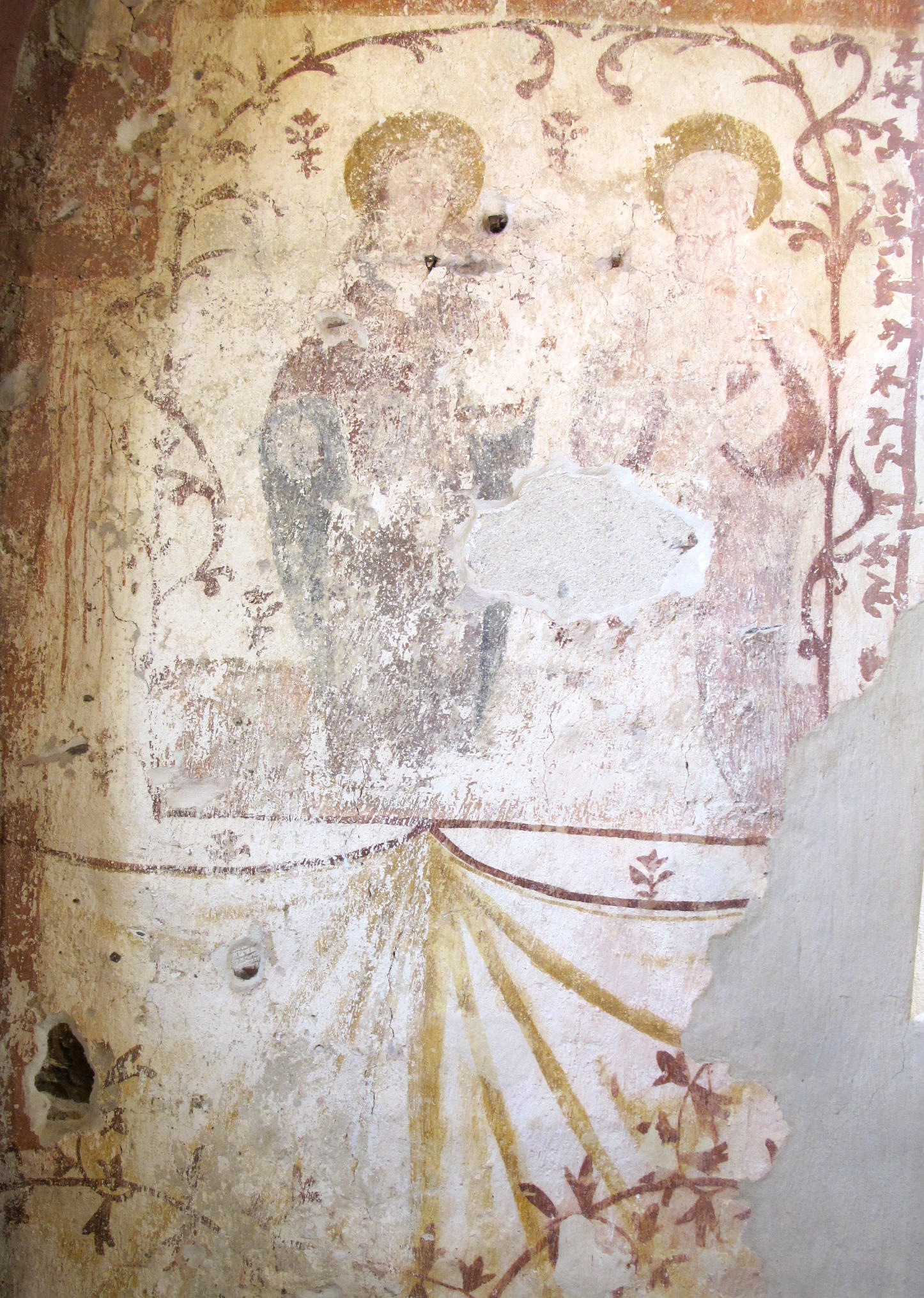
Muurschildering

De Sint-Eligiuskapel (Duits: Kapelle Sankt Eligius) is een kapel in de tot de gemeente Büllingen behorende plaats Krewinkel in de Belgische provincie Luik.

## Geschiedenis
De gotische kapel werd gebouwd in de 1e helft van de 16e eeuw. Vermoedelijk is de toren ouder, aangezien ze schietgaten heeft in de onderste geleding en dus een militaire functie bezat, wat in de 16e eeuw al ongebruikelijk was.
In 1924 werd de kapel tot parochiekerk verheven, maar in 1961 werd een nieuwe parochiekerk, de Sint-Eligiuskerk, in gebruik genomen.
De kapel werd gerestaureerd en is tegenwoordig in gebruik voor culturele doeleinden.
In 1979 werd de kapel geklasseerd als beschermd monument.

## Gebouw
De  gotische kapel heeft een toren die voor het gebouw staat, die uit twee geledingen is opgebouwd en op een vierkante plattegrond, gedekt door een achtzijdige ingesnoerde naaldspits, is gebouwd. In het noorden en zuiden van het schip zijn gotische vensters aangebracht en het koor is vlak afgesloten dat eveneens een venster bevat.

## Interieur
De sluitstenen van de gewelven zijn bijzonder. Bij restauratiewerkzaamheden werden gotische muurschilderingen ontdekt die weer zichtbaar zijn gemaakt.